# Angelo Pezzana
Angelo Pezzana (Santhià, 15 settembre 1940) è un attivista, politico e giornalista italiano.

## Biografia
Nel 1971 fu tra i fondatori del Fuori! (acronimo di Fronte Unitario Omosessuale Rivoluzionario Italiano), primo movimento gay italiano. Di grande impatto mediatico fu la sua manifestazione individuale a Mosca nel 1977 in favore del regista sovietico Sergej Paradžanov, imprigionato perché omosessuale.
Già proprietario della libreria Hellas, nel 1974 acquisisce la storica libreria Casanova (aperta nel 1872, era al tempo la più vecchia libreria di Torino ancora in attività),  cambiandole il nome in Luxemburg e dandole un'impronta più angloamericana, con particolare interesse verso le tematiche ebraiche e omosessuali.
Eletto al Parlamento italiano nelle liste radicali, proclamato il 6 febbraio 1979, in sostituzione di Mauro Mellini, si dimette dopo una settimana e quindi cessa dal mandato il successivo 14 febbraio.
A marzo 2001 crea informazionecorretta.com, sito web di analisi quotidiana dei media italiani su Israele e Medio Oriente. Si è dichiarato strenuo sostenitore della politica israeliana, ha collaborato dal Medio Oriente, fino al 2010, a testate quali il Giornale, Libero e Il Foglio. Scrive su Shalom, mensile della Comunità ebraica di Roma e su Bollettino, mensile della Comunità ebraica di Milano. Nel libro Dentro e fuori. Un'autobiografia omosessuale, partendo dall'esperienza personale, ripercorre le più importanti tappe della storia del movimento di liberazione omosessuale italiano.
È stato tra i fondatori del Salone internazionale del Libro di Torino nel 1987.

## Opere
- La Politica del Corpo, con Alfredo Cohen, Stampa Alternativa, Roma 1976
- Dentro e fuori. Un'autobiografia omosessuale, Sperling & Kupfer, Milano 1996
- (a cura di Angelo Pezzana) Quest'anno a Gerusalemme : gli ebrei italiani in Israele, con un saggio storico di Vittorio Dan Segre, Corbaccio, Milano 1997; Giuntina, Firenze 2008
- Si fa...per ridere,  con disegni di Marco Silombria, Sperling & Kupfer, Milano 1998; Stampa alternativa, Viterbo 2011 (''lo humour gay in 101 barzellette'')
- Un Omosessuale Normale, Stampa alternativa/Nuovi equilibri, Viterbo 2011 (''diario di una ricerca d'identità attraverso il ricordo, la storia, il costume, le vite'')
- Mosè ci ha portato nell'unico posto senza petrolio!, Torino, Bollati Boringhieri 2013 (''Il libro delle storielle ebraiche'')